# Еритреја на Светском првенству у атлетици на отвореном 2022.
Еритреја је учествовала на 18. Светском првенству у атлетици на отвореном 2022. одржаном у Јуџину  од 15. до 25. јула тринаести пут. Репрезентацију Еритреје представљало је  9 такмичара (6 мушкараца и 3 жене) који су се такмичили у 7 дисциплина (4 мушке и 3 женске).,
На овом првенству такмичари Еритреје нису освојили ниједну медаљу. У табели успешности према броју и пласману такмичара који су учествовали у финалним такмичењима (првих 8 такмичара) Еритреја је са 3 учесника у финалу делила 34. место са 11 бодова.
| Плас. | Земља    | 1. место | 2. место | 3. место | 4. место | 5. место | 6. место | 7. место | 8. место | Бр. финал. | Бод. |
| ----- | -------- | -------- | -------- | -------- | -------- | -------- | -------- | -------- | -------- | ---------- | ---- |
| =34.  | Еритреја | 0        | 0        | 0        | 1        | 1        | 0        | 1        | 0        | 3          | 11   |

## Учесници
| Мушкарци: - Мерхави Мебрахту — 5.000 м - Самуел Хабтом — 10.000 м - Окбе Кибром Русом — Маратон - Гоитом Кифле — Маратон - Хискел Тевелде — Маратон - Јемане Хаилеселасије — 3.000 м препреке | Жене: - Рахел Данијел — 5.000 м, 10.000 м - Долши Тесфу — 10.000 м - Назрет Велду — Маратон |

## Резултати

### Мушкарци
| Атлетичар            | Дисциплина       | Лични рекорд | Квалификације     | Квалификације | Финале               | Финале       | Детаљи |
| Атлетичар            | Дисциплина       | Лични рекорд | Резултат          | Место         | Резултат             | Место        | Детаљи |
| -------------------- | ---------------- | ------------ | ----------------- | ------------- | -------------------- | ------------ | ------ |
| Мерхави Мебрахту     | 5.000 м          | 13:04,49     | 13:24,89          | 10. у гр. 2   | Није се квалификовао | 17 / 41 (42) |        |
| Самуел Хабтом        | 10.000 м         | 27:20,08     |                   |               | 28:01,81             | 17 / 24      |        |
| Окбе Кибром Русом    | Маратон          | 2:05:53      | 2:09:02           | 16 / 54 (63)  |                      |              |        |
| Гоитом Кифле         | Маратон          | 2:05:28      | 2:11:10 ЛРС       | 21 / 54 (63)  |                      |              |        |
| Хискел Тевелде       | Маратон          | 2:04:35 НР   | 2:15:01 ЛРС       | 44 / 54 (63)  |                      |              |        |
| Јемане Хаилеселасије | 3.000 м препреке | 8:11,22 НР   | 8:18,75 (.750) кв | 4. у гр. 3    | 8:29,40              | 7 / 40 (41)  |        |

### Жене
| Атлетичарка   | Дисциплина | Лични рекорд | Квалификације  | Квалификације | Полуфинале | Полуфинале | Финале               | Финале       | Детаљи |
| Атлетичарка   | Дисциплина | Лични рекорд | Резултат       | Место         | Резултат   | Место      | Резултат             | Место        | Детаљи |
| ------------- | ---------- | ------------ | -------------- | ------------- | ---------- | ---------- | -------------------- | ------------ | ------ |
| Рахел Данијел | 5.000 м    | 14:36,66 НР  | 15:31,03       | 10. у гр. 2   |            |            | Није се квалификовао | 24 / 35 (37) |        |
| Рахел Данијел | 10.000 м   | 30:59,75 НР  |                |               |            |            | 30:12,15 НР, ЛР      | 5 / 19 (20)  |        |
| Долши Тесфу   | 10.000 м   | 31:12,86     | 31:49,29 ЛРС   | 18 / 19 (20)  |            |            |                      |              |        |
| Назрет Велду  | Маратон    | 2:21:56 НР   | 2:20:29 НР, ЛР | 4 / 32 (41)   |            |            |                      |              |        |